# Тршка Гора (Ново Место)
Тршка Гора (словен. Trška Gora) је насељено место у општини Ново Место, регија Југоисточна Словенија, Словенија.

## Историја
До територијалне реорганизације у Словенији била је у саставу старе општине Ново Место.

## Становништво
У попису становништва из 2011. године, Тршка Гора је имала 184 становника.
| Број становника према пописима | Број становника према пописима | Број становника према пописима |
| ------------------------------ | ------------------------------ | ------------------------------ |
| 1991                           | 2002                           | 2011                           |
| 115                            | 124                            | 184                            |

Напомена: Године 2002. извршена је мала размена територија између насеља Севно и Тршка Гора, а 2008. између насеља Тршка Гора и Ждиња вас.

## Галерија
- унутрашњост цркве
- брдо Тршка гора